# Домбровский, Николай Григорьевич
Николай Григорьевич Домбро́вский (5 июня 1898, Варшава — 28 июля 1987, Москва) — основоположник научной школы в области горного и строительного экскаваторостроения.

## Биографические вехи
Родился 24 мая (5 июня) 1898 года. В 1929 году окончил Ленинградский институт инженеров путей сообщения. Доктор технических наук (1940).
1941 год — профессор
С 1946 года — заведующий кафедрой «Строительные машины» МИСИ имени В. В. Куйбышева.
Член-корреспондент АСА СССР.
Почётный доктор Дрезденского технического университета.
Умер 28 июля 1987 года. Похоронен в Москве на Ваганьковском кладбище (26 уч.).

## Научная деятельность

### Научные достижения и разработки
Достижениями Николая Домбровского были:
- Создание и развитие теории рабочего процесса экскаваторов;
- Основы и пути развития типов и моделей экскаваторов;
- Создание научных основ механизации строительных работ, структуры парков машин, режимов и нормирования работы экскаваторов;
- Научные основы унификации, агрегатирования, стандартизации, надежности и долговечности машин и их узлов.

## Награды и почётные звания
- заслуженный деятель науки и техники РСФСР (1940)
- Сталинская премия третьей степени (1948) — за разработку и промышленное освоение новой конструкции экскаватора высокой производительности.
- Сталинская премия первой степени (1951) — за создание конструкции шагающего экскаватора «ЭШ-14/65».
- премия Совета Министров СССР (1982) — за исследование и обоснование направлений освоения минерально-сырьевой базы и технического перевооружения подземных рудников и открытых разработок.